# Ema Sarafinaitė
Ema Sarafinaitė (* 7. Juni 2004 in Jonava) ist eine litauische Sprinterin und Hürdenläuferin, die sich auf die 400-Meter-Distanz spezialisiert hat.
Nach dem Abitur am Jeronimas-Ralys-Gymnasium Jonava studierte sie im Bachelorstudium an der Sportuniversität Litauens und seit September 2024 ist sie Studentin der Medizinischen Fakultät der LSMU in der zweitgrößten litauischen Stadt Kaunas.

## Sportliche Laufbahn
Erste internationale Erfahrungen sammelte Ema Sarafinaitė im Jahr 2023, als sie bei der 2. Liga der Team-Europameisterschaft im Rahmen der Europaspiele in Chorzów in 1:01,37 min den fünften Platz im B-Finale im 400-Meter-Hürdenlauf gelangte und mit der litauischen Mixed-Staffel über 4-mal 400 Meter in 3:15,95 min Vierte wurde. Anschließend schied sie bei den U20-Europameisterschaften in Jerusalem mit 1:00,17 min in der ersten Runde über 400 m Hürden aus. 2025 wurde sie bei der 1. Liga der Team-Europameisterschaft in Madrid in 63,22 s Achte im B-Lauf über 400 m Hürden und anschließend schied sie bei den U23-Europameisterschaften in Bergen mit 54,73 s in der ersten Runde über 400 Meter aus.
2022 wurde Sarafinaitė litauische Meisterin im 400-Meter-Hürdenlauf. Zudem wurde sie 2023 Hallenmeisterin im 400-Meter-Lauf.

## Persönliche Bestzeiten
- 400 Meter: 54,24 s, 4. Juli 2025 in Druskininkai
  - 400 Meter (Halle): 56,87 s, 25. Januar 2025 in Vilnius
- 400 m Hürden: 60,17 s, 8. August 2023 in Jerusalem